# Solitary (Fernsehserie)
Solitary (englisch verkürzt für „Einzelhaft“) ist eine US-amerikanische Reality-Spielshow, die von 2006 bis 2010 in bisher vier Staffeln auf dem Fox Reality Channel ausgestrahlt wurde. Eine in den Original-Kulissen in Los Angeles gedrehte deutsche Fassung wurde vom 17. Juli bis 11. September 2010 auf ProSieben ausgestrahlt.
In der Show sind neun Kandidaten in Zellen von jeweils acht Quadratmetern auf sich allein gestellt. Sie verbringen zehn Tage in freiwilliger „Einzelhaft“ ohne jegliche Verbindung zueinander oder zur Außenwelt, wobei sie zu jedem Zeitpunkt gehen dürfen. In verschiedenen Tests müssen die Teilnehmer ihre Ausdauer unter Beweis stellen. Während im US-amerikanischen Original unbekannte Menschen antraten, wurden für die deutsche Version mehr oder weniger prominente Personen ausgewählt.
Ein klassischer Moderator – im amerikanischen Original Todd Newton, in der deutschen Fassung Sonya Kraus – taucht in der Show sehr selten auf. Die Kandidaten werden stattdessen von einer weiblichen Stimme instruiert, die sich als Computer namens Alice vorstellt.

## Inhalt der Show
Die Show bezeichnet sich selbst als soziales Experiment, welches die Teilnehmer dazu bringen möchte „sich selbst zu besiegen“. Es kommt bei den Aufgaben auf die physische, vor allem aber psychische Ausdauer der Kandidaten an.
Die Show beginnt damit, dass die Spieler in ihre „Kapseln“ einziehen; achteckige, etwa acht Quadratmeter große Zellen. Dort bleiben sie für zehn Tage und zehn Nächte. Jede Kapsel ist mit zahlreichen Kameras (teilweise hinter Einwegspiegeln) und Mikrofonen ausgestattet. An den Wänden befinden sich eine Essensdurchreiche sowie ein Flachbildschirm, der den Computer Alice repräsentiert. Unter dem Bildschirm befinden sich ein grüner Knopf, mit dem die Kandidaten Wünsche anmelden dürfen, sowie ein roter, mit dem sie ihre Teilnahme jederzeit abbrechen können. In einer angeschlossenen „Privat-Kapsel“ (in der ebenfalls eine Kamera hängt) befindet sich das Bad. Alles in der Kapsel (Beleuchtung, das ausziehbare Bett usw.) unterliegt der Kontrolle von Alice. Die Spieler erhalten keine Hinweise auf die Uhrzeit.
Das Essen ist rationiert, den Aussagen in der Sendung zufolge ausgewogen, aber wenig schmackhaft zubereitet. Es erinnert an Astronautennahrung. So gibt es beispielsweise Tofu, ungewürzten Reis und nicht gegarten Blumenkohl.
Die Folgen – abgesehen von der ersten – sind in zwei Abschnitte gegliedert: Ein „Safety-Spiel“ und ein „Entscheidungsspiel“. Die Kandidaten spielen gegeneinander, ohne jedoch direkt davon zu wissen. Meistens müssen körperlich und geistig anstrengende Aufgaben gelöst werden, die mehrere Stunden in Anspruch nehmen. Wenn alle Spieler das Spiel beendet oder abgebrochen haben, wird der Gewinner bekannt gegeben. Der Sieger muss an dem bevorstehenden Entscheidungsspiel nicht teilnehmen.
Im Entscheidungsspiel der ersten deutschen Folge wurden die Kandidaten beispielsweise in unregelmäßigen Abständen von dem Song „Looking for Freedom“ von David Hasselhoff geweckt. Anschließend mussten sie eine jedes Mal länger werdende Ziffernfolge in eine Tastatur eingeben. Nur wer den Code richtig eingab, konnte bis zum nächsten Weckruf weiterschlafen. Diese Form des Schlafentzuges wurde von mehreren Medien mit Foltermethoden verglichen.
Der Gewinner wird „Solitary-Superchampion“ und bekam in der US-Variante Geld, in der deutschen Variante nichts. Eine Titelverteidigung gab es in keinem Fall.

## Alice
Alice (für Artificial Intelligence Computer Educator, englisch für „künstlich intelligenter Computer-Erzieher“, offenbar in Anlehnung an ELIZA) ist in den neun Kapseln der Kandidaten als weibliche Stimme eines vorgeblichen Computers zu hören. Alice übernimmt für die Zeit der Show die Kontrolle über das Leben der Kandidaten, die von ihr mit „meine Gäste“ angesprochen werden. Alice richtet sich auch an einzelne Kandidaten und spricht in begrenztem Umfang mit ihnen, wobei sie keine Namen, sondern lediglich die Nummer der jeweiligen Kapsel zur Ansprache verwendet. Ihr Ziel ist es, die Kandidaten an deren körperliche, geistige und emotionale Grenzen zu bringen.
Im amerikanischen Original nennt sich der Computer Val (Kurzform von Valerie, in Anlehnung an HAL 9000 aus dem Film 2001: Odyssee im Weltraum). In der ersten Staffel war die Stimme männlich, ab der zweiten Staffel wurde eine verzerrte weibliche Stimme verwendet.

## US-amerikanische Staffeln
Solitary wurde erstmals vom 29. Mai bis 31. Juli 2006 auf dem Fox Reality Channel ausgestrahlt. Die Teilnehmer waren vergleichsweise normale, unbekannte Privatpersonen, die teilweise nur mit ihrem Vornamen vorgestellt wurden; Gewinner war ein 32-jähriger Englischlehrer. Ab der zweiten Staffel wurde die Show mit Versionsnummern durchnummeriert. Solitary v2.0 wurde vom 4. August bis 6. Oktober 2007 ausgestrahlt; Gewinner war ein 22-jähriger Fotograf. Nach einer Pause liefen Solitary v3.0 und Solitary v4.0 vom 17. Januar bis 7. März 2009 bzw. vom 29. Januar bis 20. März 2010; gewonnen wurden beide Staffeln von jeweils 20-jährigen Studenten.
Die durchgeführten Spiele waren meist trivial und darauf angelegt, mehrere Stunden zu dauern. So ging es beispielsweise um den Aufbau von Dominosteinen, das Lösen einfarbiger Puzzles, einfachen Ausdauersport oder häufig auch das Ausharren in einer bestimmten Position.

## Deutsche Staffel
An der 2009 aufgezeichneten deutschen Staffel nahmen die folgenden Personen teil:
| Kapsel | Name              | Alter | Beruf                                   | Stunden     | Platzierung | Bemerkungen                                |
| ------ | ----------------- | ----- | --------------------------------------- | ----------- | ----------- | ------------------------------------------ |
| 9      | Dirk Schlemmer    | 25    | Jura-Student, Mister Germany 2008/2009  | 222 Stunden | Platz 1     | Gewinner                                   |
| 4      | Liza Li           | 22    | Sängerin, Moderatorin                   | 222 Stunden | Platz 2     | Auszug nach nicht bestandener Finalaufgabe |
| 1      | Doreen Seidel     | 24    | Studentin, Playmate des Jahres 2008     | 208 Stunden | Platz 3     | Auszug nach nicht bestandener Aufgabe      |
| 7      | Kay Böger         | 38    | Schauspieler                            | 171 Stunden | Platz 4     | Auszug nach nicht bestandener Aufgabe      |
| 3      | Murat Bosporus    | 30    | Profi-Wrestler                          | 120 Stunden | Platz 5     | Auszug nach nicht bestandener Aufgabe      |
| 2      | Martin Kesici     | 37    | Musiker, Sänger                         | 72 Stunden  | Platz 6     | Auszug nach nicht bestandener Aufgabe      |
| 6      | Funda Vanroy      | 32    | Moderatorin (u. a. Galileo, Night-Loft) | 48 Stunden  | Platz 7     | Auszug nach nicht bestandener Aufgabe      |
| 5      | Magdalena Brzeska | 32    | Sportlerin                              | 40 Stunden  | Platz 8     | freiwilliger Auszug                        |
| 8      | Benny Kieckhäben  | 20    | Entertainer, Sänger, DSDS-Kandidat      | 50 Minuten  | Platz 9     | freiwilliger Auszug                        |

Das Entscheidungsspiel der sechsten Folge wurde vorzeitig abgebrochen, um die Gesundheit der Teilnehmer nicht zu gefährden. In dieser Folge gab es keinen Verlierer; ebenso in der vierten, in der ein gemeinsames Ziel erreicht wurde. Dafür verließen in der zweiten Folge zwei Kandidaten die Show, einer davon freiwillig.
Der Gewinner Dirk Schlemmer gewann vorher bereits fünf der neun Safety-Spiele, darunter alle letzten vier.

## Bezüge zu anderen Formaten
Das Format wird häufig mit den älteren Reality-TV-Formaten des Konkurrenzunternehmens RTL Group verglichen, unter anderem mit dem zehn Jahre zuvor erstmals von RTL II ausgestrahlten Big Brother, wobei in Solitary nicht die Konflikte untereinander im Mittelpunkt stehen, sondern die Konflikte jedes Einzelnen mit sich selbst. Die Teilnahme prominenter Kandidaten, die sich freiwillig Torturen auferlegen, wird mit dem in Deutschland von RTL ausgestrahlten Ich bin ein Star – Holt mich hier raus! verglichen.

## Kritiken
„Die Versuchsanordnung mit ihren plakativen Anleihen bei George Orwell […] sorgt für Trash-TV der rüderen Art. Neun Menschen lassen sich als Versuchskaninchen herzeigen. Sie unterwerfen sich dem Fernsehen als einer Instanz, die richtet und verwirft, anordnet und rügt, zurichtet und lobt. Vielleicht hatten sie dabei ihren Spaß, doch ein Spaß ist es, der nach Lüge und Kotau schmeckt.“